# Galaktička godina
Galaktička godina ili kosmička godina je vremenski period za koji Sunčev sistem napravi jedan krug po svojoj putanji oko centra naše galaksije, Mlečnog puta. Jedna galaktička godina traje između 225-250 miliona godina.
Galaktička godina može da se opiše kao jedna revolucija oko centra Mlečnog puta, na rastojanju od 26.000 svetlosnih godina od samog centra, prosečnom brzinom oko 225 km/s. Starost Sunčevog sistema od oko 5 milijardi godina odgovara vremenu od oko 20 takvih revolucija.
Sunčev sistem se oko galaktičkog centra kreće prosečnom brzinom od 828.000 km/h što iznosi oko 1/1300 deo brzine svetlosti. Galaktička godina se koristi kao uobičajena jedinica za vreme kada se kosmički i geološki vremenski periodi posmatraju zajedno. Za razliku od toga, skala čiji je podeok milion godina je previše detaljna, a skala gde je milijardu godina je previše gruba, tako da je to razlog zašto je galaktička godina postala vrlo prihvaćena vremenska mera za kosmičke i geološke vremenske periode.

## Istorija Univerzuma i Zemlje u galaktičkim godinama
U navedenoj tabeli pretpostavlja se da je galaktička godina vreme od 225 miliona godina godina na Zemlji.
| pre oko 61 galaktičke godine        | Veliki prasak |
| pre oko 54 galaktičke godine        | Nastanak Mlečnog puta                                                                                            |
| pre 18.4 galaktičke godine          | Rođenje Sunca |
| pre 17-18 galaktičke godine         | Pojavljivanje okeana na Zemlji                                                                                   |
| pre 15 galaktičkih godina           | Početak života na Zemlji                                                                                         |
| pre 14 galaktičkih godina           | Pojavljivanje prokariota                                                                                         |
| pre 13 galaktičkih godina           | Pojavljivanje bakterija                                                                                          |
| pre 10 galaktičkih godina           | Formiranje kontinenata                                                                                           |
| pre 7 galaktičkih godina            | Pojavljivanje eukariota                                                                                          |
| pre 6.8 galaktičkih godina          | Pojavljivanje višećelijskih organizama                                                                           |
| pre 2.8 galaktičkih godina          | Kambrijumska eksplozija                                                                                          |
| pre 1 galaktičke godine             | Permsko–trijamsko izumiranje                                                                                     |
| pre 0.26 galaktičkih godina         | K–T izumiranje                                                                                                   |
| pre 0.001 galaktičkih godina        | Pojavljivanje čoveka                                                                                             |
| Današnjica                          | |
| 2-3 galaktičkih godina u budućnosti | Plimno ubrzanje pomeriće Mesec dovoljno daleko od Zemlje tako da totalno pomračenje Sunca više neće biti moguće. |
| 15 galaktičkih godina u budućnosti  | Površina Zemlje će moći da se poredi sa onom na Veneri danas.                                                    |
| 22 galaktičkih godina u budućnosti  | Započeće sudar Andromeda i Mlečnog puta.                                                                         |
| 25 galaktičkih godina u budućnosti  | Od Sunca će nastati vrela planetarna maglina, a ono će završiti život kao Beli patuljak.                         |

## Procene dužine trajanja galaktičkih godina
Dužina galaktičke godine varira u zavisnosti od procene vremena potrebnog Sunčevom sistemu da se jednom okrene oko centra Galaksije.
- Na osnovu podataka iz knjige Nauka Zemlje od Hesa i Francesa galaktička godina traje 240 miliona zemaljskih godina.
- U Morisovoj i Markovoj enciklopediji, pod nazivom Mlečni put, vreme koje se navodi kao procenjeno vreme jedne revolucije je 250 miliona godina.
- Krosvel i Ken su u svojoj Alhemiji neba u potrazi za značenjem Mlečnog puta vreme rotacije naveli kao 230 miliona godina.
- U Murovoj i Patrikovoj Internacionalnoj enciklopediji astronomije, kao i u Enciklopediji nauke neba 2, navedeno je da je Suncu potrebno 225 godina za jednu rotaciju.

Posledice toliko velikih razlika u procenama leže u tome što Sunčev sistem nije uniforman, već je neravnomerno raspoređen u koncentraciji oko Galaktičkog centra i galaktičkih grana. Sve zvezde u galaksiji rotiraju oko Galaktičkog centra, ali ne i sve sa istim periodom. Veći period imaju zvezde koje se nalaze na većim udaljenostima od centra.